# Mâliâraq Vebæk
Mâliâraq Vebæk (née Marie Athalie Qituraq Kleist le 20 avril 1917 et morte le 25 février 2012) est une enseignante et écrivaine groenlandaise. Elle est la première femme du Groenland à publier un roman et l'une des premières femmes à avoir fait des études supérieures au Groenland. Après avoir été enseignante au Groenland, elle travaille sur des chantiers de fouilles archéologiques et des enquêtes ethnographiques au Danemark. Elle publie des histoires, des légendes et des contes populaires à partir des années 1950, dans la presse écrite et à la radio. En 1981, après avoir participé à une enquête sur les enjeux interculturels des Groenlandais et des Danois, elle publie un roman inspiré de ses recherches qui est récompensé par le prix de l'Association des auteurs groenlandais en 1982.

## Jeunesse et éducation
Marie Athalie Qituraq Kleist, dite Mâliâraq, naît le 20 avril 1917 à Narsarmijit au Groenland, dans la famille de Bolette Marie Ingeborg (née Chemnitz) et Hans Hoseas Josva Kleist. Son père est un prêtre local qui écrit des chansons et des hymnes religieux populaires, et siège au Conseil du comté du sud du Groenland,. Elle a sept frères et sœurs. En plus des matières enseignées à l'école, leur mère s'assure que les filles apprennent les techniques traditionnelles inuites telles que le tannage du cuir. Quand elle a dix ans, Mâliâraq déménage à Alluitsoq pour vivre avec ses grands-parents. Son grand-père, Jens Chemnitz, a été éduqué au Danemark et est l'un des premiers prêtres à être venu au Groenland où il participé à l’essor de l'élevage de moutons. 
En 1932, l'enseignement secondaire devient accessible aux filles lors de l'ouverture d'un pensionnat à Aasiaat. Mâliâraq se rend à Qaqortoq pour passer l'examen d'entrée, qu'elle réussit. Le programme dure deux ans, il comprend en plus des matières proposées aux garçons, des sciences domestiques, des soins aux enfants et des compétences pratiques dont elles auraient besoin en tant qu'épouses. Mâliâraq termine major de sa classe, surpassant également les garçons de la classe parallèle. En raison de ses notes, le Comité pour l’éducation groenlandaise, une organisation privée qui encourage la poursuite d’études au Danemark pour les filles, offre à Mâliâraq une bourse pour poursuivre ses études au Danemark. En septembre 1934, elle arrive à Holte, où elle habite avec le pasteur, Thorvald Povlsen, un parent de la famille, pendant un an pour améliorer son danois. Elle s'inscrit aux Séminaires Theodora Lang (da) à Silkeborg où elle reste jusqu'en 1939. Elle obtient son diplôme et passe son examen pour travailler en tant que professeur. 

## Carrière
De retour au Groenland en 1939, Mâliâraq travaille comme enseignante à Ilulissat. En été 1939, elle rencontre Christen Leif Pagh Vebæk, un archéologue et inspecteur de musée pour le département préhistorique du Musée national du Danemark. En raison de la Seconde Guerre mondiale elle reste au Groenland, enseignant à Aasiaat et à Paamiut, tandis que Vebæk retourne au Danemark où il reste jusqu'à la fin du conflit. Le 4 août 1945, le couple se marie à Qaqortoq et déménage  au Danemark, où naissent leurs filles, Bolette (1946) et Astrid (1947). Mâliâraq accompagne son mari lors de ses expéditions archéologiques au Groenland. Elle sert d'interprète et prépare les enquêtes ethnologiques en groenlandais et traduit les réponses en danois.
Au cours de ces expéditions archéologiques et ethnologiques, Mâliâraq commence à collecter des chansons, des légendes et des contes populaires, qu'elle publie à partir du milieu des années 1950 dans des revues et des journaux au Danemark et au Groenland. Elle illustre ses articles avec des silhouettes qu'elle dessine elle-même. À partir de 1958, elle travaille en tant que journaliste indépendante pour l'antenne de la radio du Groenland à Copenhague, et ses interventions sont ensuite rediffusées par l'antenne de la radio à Nuuk. Elle lit à l'antenne ses propres récits, des romans scandinaves, et produit à partir de 1959 des pièces de théâtre radiophoniques auxquelles participent des Groenlandais vivant au Danemark.  
En 1970, on lui demande de participer à une grande enquête sur les relations entre le Groenland et le Danemark. Elle participe aux entretiens et traduit les conversations en groenlandais. Le résultat a été publié en danois sous le nom de Grønlændere i Danmark (Groenlandais au Danemark) en 1971–72 et deux ans plus tard en groenlandais sous le nom de Kalâtdlit Danmarkime. Au cours de l'enquête, et à travers ses autres activités, Mâliâraq est amenée à rencontrer des Groenlandais et surtout des Groenlandaises qui vivent au Danemark dans des milieux défavorisés. Mâliâraq prend ainsi conscience des problèmes que l'interculturalisme pose aux femmes, et en particulier aux femmes groenlandaises qui avaient épousé des hommes danois. Ces idées influencent ses écrits, qui se concentrent de plus en plus sur le genre et les conflits culturels entre Danois et Groenlandais. En 1981, elle publie le premier roman écrit par une femme groenlandaise, Búsime nâpínek (Rencontre dans le bus), dans lequel elle aborde les inégalités de genre et raciales qui touchent les femmes groenlandaises au Danemark. Les protagonistes principales du roman, comme l'autrice, sont des femmes groenlandaises qui ont suivi leur mari Danois au Danemark. En 1982, Mâliâraq reçoit le prix de l'Association des auteurs groenlandais, et traduit son récit en danois.

## Décès
Mâliâraq Vebæk meurt le 25 février 2012 à Søborg au Danemark et ses funérailles ont lieu le 2 mars 2012 à l'église de Gladsaxe.